# Marko Ercegovac
Marko Ercegovac (* 12. April 1937 in Niš, Jugoslawien; † 15. Februar 2012) war ein jugoslawischer bzw. serbischer Geowissenschaftler. Sein Fachgebiet war die Mikropaläontologie.
Er promovierte 1967 im Fach Geowissenschaften an der Universität Belgrad und absolvierte danach in Deutschland ein Postdiplomstudium. Seit 1981 war er ordentlicher Professor für Mikropaläontologie an der Universität Belgrad.
Er war seit 2000 korrespondierendes, seit 2006 ordentliches Mitglied der Serbischen Akademie der Wissenschaften und Künste.
Schwerpunkt seiner Forschungstätigkeit war die Entstehung von Erdöl und Braunkohle aus prähistorischen Algen und Pflanzen. Hierzu veröffentlichte er eine Reihe von Aufsätzen in jugoslawischen und internationalen Fachzeitschriften.

## Werke
- Mikropaleontologija. Mikropaleobotanika (Mikropaläontologie. Mikropaläobotanik), 1980
- (mit Monika Wolf, Hans-Werner Hagemann und Wilhelm Püttmann): Organisch-petrologische und geochemische Untersuchungen an Kohlen des Ibar-Beckens, Jugoslawien, in: International Journal of Coal Geology, Jg. 19.1991, S. 145–162
- (mit Andreas Lückge, Harald Strauß und Ralf Littke): Early diagenetic alteration of organic matter by sulfate reduction in quaternary sediments from the northeastern Arabian Sea, in: Marine geology, Jg. 158.1999, S. 1–13
- Geologija nafte (Erdölgeologie), 2002, ISBN 86-7352-095-9
- (mit Aleksandar Kostić, Harald Karg, Dietrich H. Welte und Ralf Littke): Temperature and burial history modelling of the Drmno and Markovac Depressions, SE Pannonian Basin, Serbia, in: Journal of petroleum geology, Jg. 26.2003, S. 5–27
- (mit Dragana Životić und Aleksandar Kostić): Genetic–industrial classification of brown coals in Serbia, in: International Journal of Coal Geology, Jg. 68.2006,